# Aeroportul Regional Acadiana
Aeroportul Regional Acadiana (IATA: ARA, ICAO: KARA, FAA LID: ARA) este un aeroport din Louisiana, Statele Unite ale Americii. Aeroportul a fost tranzitat în 2019 de 4 pasageri.
Situat la o altitudine de 7 m, aeroportul dispune de 1 pistă.

## Infrastructură

### Piste
Aeroportul dispune de o singură pistă. Pista 17/35 are suprafața de beton și dimensiunile 8.002 picioare × 200 picioare. 